# Шишовка (Воронежская область)
Шишовка — село в Бобровском районе Воронежской области.
Административный центр Шишовского сельского поселения.

## Население
| 1859  | 1897  | 2000  | 2005  | 2010  | 2012  | 2013  | 2014  | 2015  |
| ----- | ----- | ----- | ----- | ----- | ----- | ----- | ----- | ----- |
| 1861  | ↗2381 | ↘1368 | ↘1269 | ↘1186 | ↘1159 | ↘1126 | ↗1136 | ↗1175 |
| 2016  | 2017  | 2018  | 2019  | 2020  | 2021  |       |       |       |
| ↗1215 | ↘1188 | ↘1153 | ↘1113 | ↘1092 | ↗1097 |       |       |       |

## Известные уроженцы
Шарский (Селиванов) Андрей Никитич (1902—1978) —  советский актёр театра. Актёр Республиканского русского драматического театра Марийской АССР (1950―1978). Заслуженный артист РСФСР (1960). Заслуженный артист Марийской АССР (1952).

## География
Улицы
| - ул. 40 лет Октября, - ул. Гагарина, - ул. Молодёжная, - ул. Новикова, - ул. Первомайская, | - ул. Рубцова, - ул. Садовая, - ул. Свердлова, - ул. Советская Большая, - ул. Солнечная, | - ул. Специалистов, - ул. Тимашовой, - пер. Советский. |